# Падмасана (святыня)

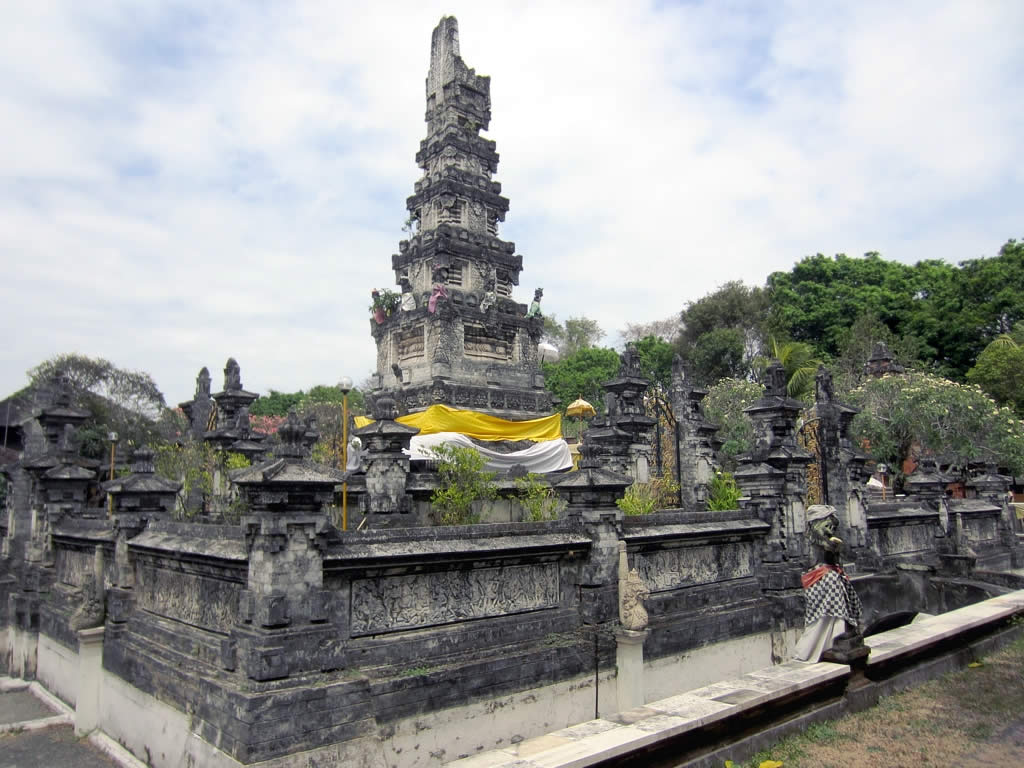
Изысканная святыня падмасана в Пура Джагатнатха, Денпасар, Бали.

Падмасана (на языке кави, происходит от санскритского термина «поза лотоса») — тип святилища в балийском храме. Как правило, имеет форму пустого трона на вершине колонны. Вместе с башнями Меру падмасана является святилищем, предназначенным для самого важного божества в балийском индуизме, представляющего Верховного Бога, также известного как Ачинтья или Санг Хианг Видхи Васа.

## История
Введение святилища падмасаны как алтаря Верховному Богу приписывается Данг Хьянг Нирарте, священнику короля Гельгеля Бату-Ренггонга. Данг Хьянг Нирарта — яванский брахман, поэт, архитектор и религиозный учитель. Он прибыл на Бали в 1537 году, когда ислам распространялся с запада на Яву. Среди его реформ на Бали было введение святыни падмасаны, алтаря Верховного Бога.

## Форма и размещение

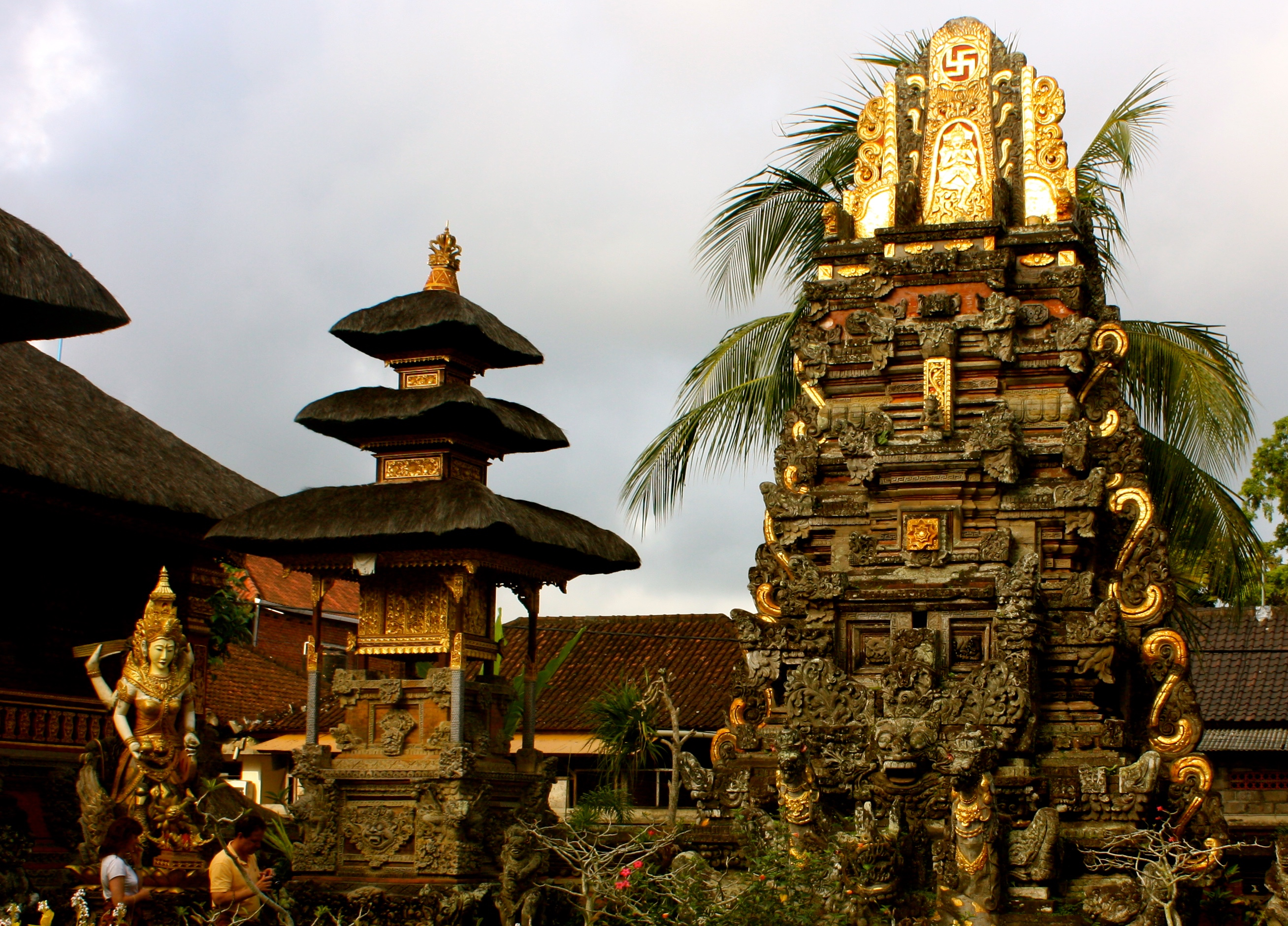
Высоко украшенный «пустой трон» святыни падмасаны, посвященный Верховному Богу. Золотое изображение Верховного Бога Санг Хьянг Видхи Васа помещено на передней части трона.

На вершине падмасаны пустой трон, место Санг Хьянга Видхи Васа. Передняя часть трона обычно украшена изображением Санг Хьянг Видхи Васа. Лебедь или орел часто украшают заднюю часть святилища, лебедь — проводник Брахмы, орел — Вишну.
Как и многие религиозные сооружения в Индонезии, святыня падмасана разделена на три части от основания до вершины: бхур (мир демонов), бхувах (мир человека) и суах (мир богов). Основание падмасаны, бхур-локи, обычно украшают фигура бедаванг-налы — черепахи, поддерживающей мир, и двух змей, Анантабога и Васуки, как символа земных потребностей человека. Центральная часть падмасаны, бувах лока, обычно содержит украшения повседневной деятельности человека. Возле престола, ниже вершины, обычно изображены различные проявления небесных фигур. 
Падмасана обычно расположена в самом священном месте храма, в углу кая-кангин (северо-восток). Его часто размещают под углом так, чтобы трон был обращен к келод-кауху (юго-западу). 

## Образцы

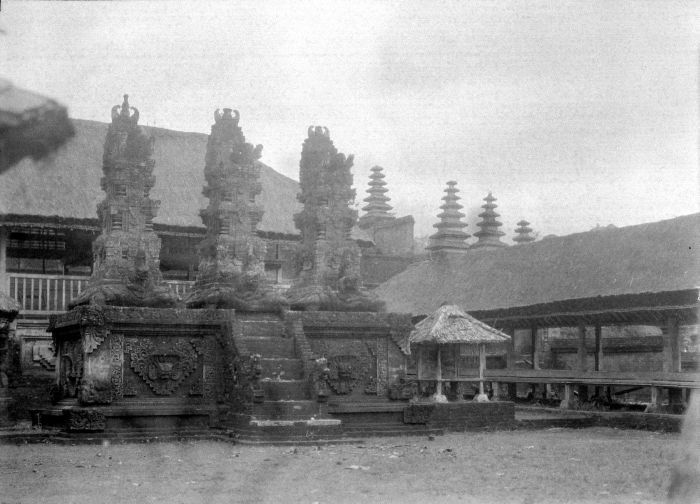
Тройные святыни падмасаны в Пура Бесаких, отдельные святилища посвящены Вишну (слева), Шиве (в центре) и Брахме (справа).

Pura Penataran Agung, большой храмовый комплекс, посвященный Шиве, расположенный в Пура Бесаких, содержит тройную падмасану. Эти три падмасаны расположены рядом и известны как Падма Тига («три лотоса»). Хотя часто говорят, что три святыни посвящены Брахме (красный), Вишну (черный) и Шива (белый). Святилище справа, задрапированное красным, предназначено для Садхашивы, слева — в чёрной драпировке — для Шивы, а среднее святилище в белой драпировке — для Парамашивы.
Огромная и сложная падмасана Пура Джагатнатхи в Денпасаре расположена прямо в центре храма. 
Другие балийские храмы с выдающейся падмасаной — это Пура Кехен в Бангли, Пура Таман Сарасвати в Убуде и Пура Таман Аюн в Менгви .

## Цитируемые работы
- Bali & Lombok / Auger, Timothy. — London: Dorling Kindersley, 2001. — (Eyewitness Travel Guides). — ISBN 0751368709.
- Eiseman, Fred B., Jr. Bali - Sekala & Niskala: Essays on religion, ritual, and art. — Tuttle Publishing[англ.], 2011. — ISBN 9781462900923.
- Stuart-Fox, David. Religion and Ritual: Cycles and Ritual Centres (англ.) / Fox, James J.. — Singapore: Archipelago Press, 1999. — (Indonesian Heritage). — ISBN 9813018585.